# Canal d'Entrecasteaux
Pour les articles homonymes, voir Entrecasteaux.
Le canal d'Entrecasteaux est un détroit du sud-ouest de l'océan Pacifique formé par le littoral sud-est de la grande île de Tasmanie et la côte occidentale de l'île Bruny, qui relève du même État australien. Ce bras de la mer de Tasman orienté selon un axe nord-sud a été nommé en l'honneur du Français Antoine Bruny d'Entrecasteaux, qui l'a visité à la fin du XVIIIe siècle, 150 ans après qu'Abel Tasman l'a aperçu en 1642.